# Pieter Ombregt
Pieter Ombregt, né le 11 juin 1980 à Kanegem en Flandre et mort le 11 septembre 2007 à la suite d'un accident au cours d'une course cycliste à Matteson Illinois aux États-Unis, est un photographe et un coureur cycliste belge. Il était le fils de Ludwig Ombregt, médecin de Kanegem, Flandre (Belgique).

## Biographie
- Il a étudié en 2003 la photographie au Collège Columbia à Chicago (États-Unis)[2],[3]
- Préparateur au Musée de la photographie contemporaine de Chicago
- Photographe assistant au Paul Elledge Studio à Chicago

## Expositions et prix
- Expositions à
  - Chicago[2]
  - Bergen (Norvège)
  - Anvers (2009)
- Une fondation qui a pour but de soutenir de jeunes photographes talentueux, le "Pieter Ombregt Scholarship Fund", porte son nom[4]
- Premier Prix pour photographie au Columbia College (2005)
- "International Color Award" (Section "Fine Art Photography")(2008)[3].

## Palmarès en tant que coureur cycliste
- Il a participé et s'était bien classé lors de nombreuses courses cyclistes aux États-Unis
- Voir palmarès publié par la "USA-Cycling Organisation (en)"

## Publications
- Album avec ses œuvres: “Pieter Ombregt: Color and Black & White Studies”